# Вадстена
Вадстена (швед. Vadstena) — город в Швеции в лене Эстергётланд. Центр одноимённой коммуны. Расположен на восточном берегу озера Веттерн, в 40 километрах к западу от столицы лена Линчёпинга и 10 километрах к юго-западу от города Мутала.

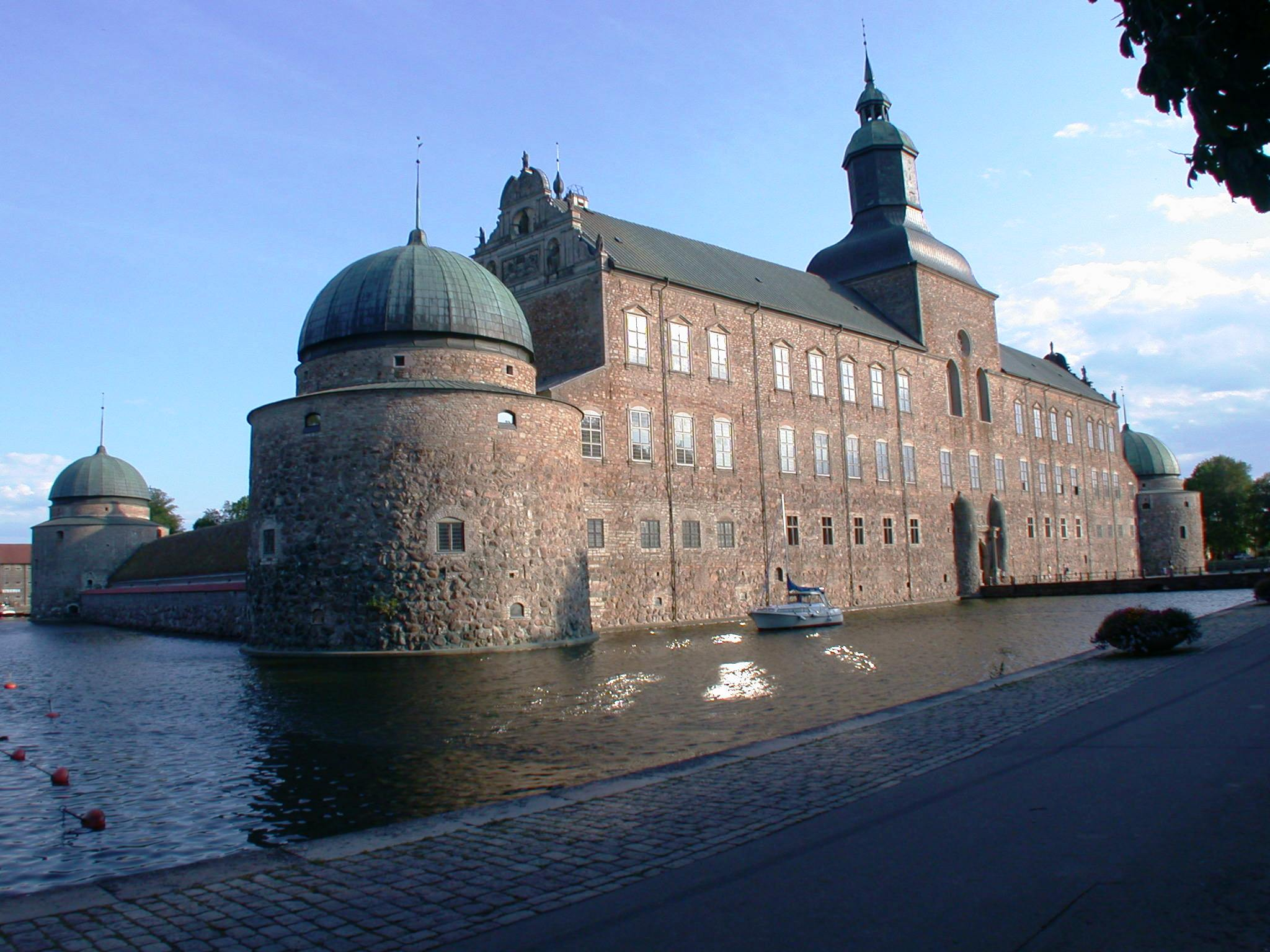
замок Вадстена

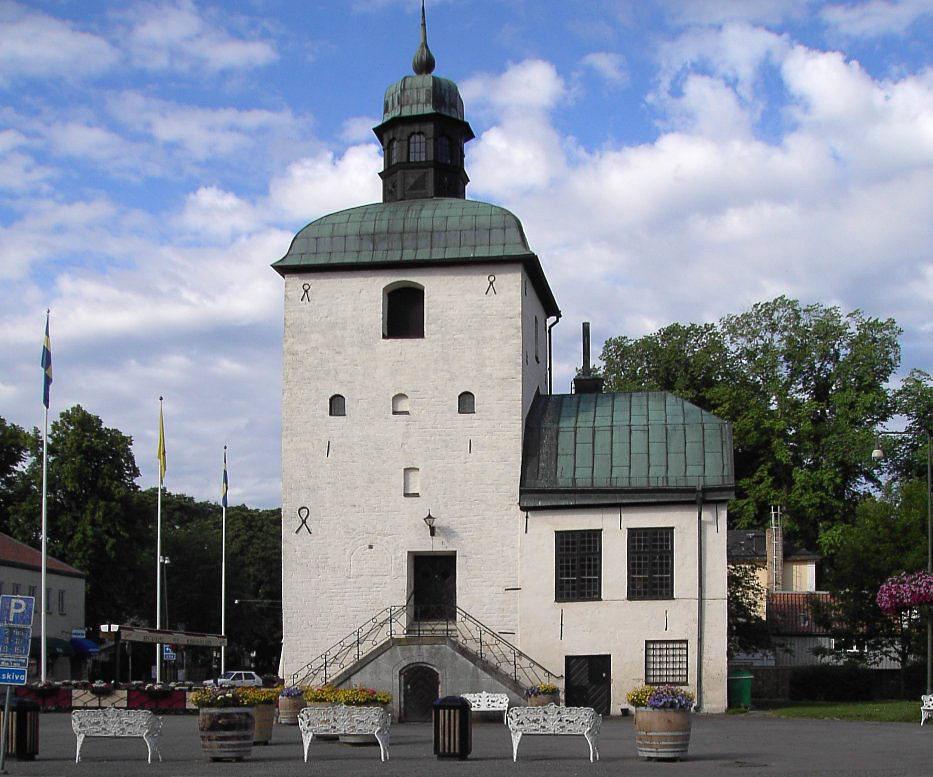
Городская ратуша

Вадстена — небольшой город (население 5613 человек на 2010 год) с большой историей; городские привилегии были получены в 1400 году, но еще до этого место было известно благодаря католическому монастырю ордена св. Бригитты,
основанному святой Бригиттой Шведской в XIV веке. 
Основной достопримечательностью города является замок, заложенный в 1545 году по приказу Густава Вазы для защиты от ожидавшегося вторжения датчан.
Город известен своими кружевами.